# L'Estère (gemeente)
L'Estère (Haïtiaans-Creools: Lestè; vroeger ook Pont de l'Estère genoemd) is een stad en gemeente in Haïti met 45.000 inwoners. De gemeente maakt deel uit van het arrondissement Gonaïves in het departement Artibonite.
Het dorp ligt op 96 kilometer van Port-au-Prince, aan de rivier die ook l'Estère heet. Het is omgeven door heuvels, en er groeien veel cactussen. In de gemeente wordt vee gehouden en rijst verbouwd. Het openbaar vervoer vindt plaats met bussen (tap tap), op een vrachtwagen of achter op een motorfiets.
In 2004 heeft de plaats erg te lijden gehad onder de orkanen Charley en Jeanne. Ook in 2011 waren er overstromingen, veroorzaakt door de tropische storm Emily. In 2010 was er in l'Estère een uitbraak van cholera. Anno 2012 zijn er plannen voor de bouw van een gezondheidscentrum.
Tijdens de Haïtiaanse Revolutie vond op de plek Ravine-a-Couleuvre in de buurt van l'Estère op 23 februari 1803 een belangrijke veldslag plaats tussen de troepen van Rochambeau en Jean-Jacques Dessalines.

## Bevolking
In 2009 had de gemeente 41.068 inwoners, in 2003 werden 26.174 inwoners geteld. Dit komt neer op een stijging van 7,8% per jaar.
Van de bevolking woont 46% in de dorpskernen en 54% in ruraal gebied. 49,6% van de bevolking is mannelijk. 43% van de bevolking is jonger dan 18 jaar.
Het grootste deel van de bevolking is rooms-katholiek. Verder zijn er aanhangers van vodou.

## Indeling
De gemeente bestaat uit de volgende sections communales:
| Nr. | Naam             | Km²    | Inw.2015 |
| --- | ---------------- | ------ | -------- |
| 1   | La Croix Perisse | 56,45  | 23.208   |
| 2   | Petite Desdunes  | 119,79 | 21.951   |